# Tyrick Mitchell
Tyrick Mitchell (* 1. září 1999 Londýn) je anglický profesionální fotbalista, který hraje na pozici levého obránce za anglický klub Crystal Palace FC a za anglický národní tým.

## Klubová kariéra
Mitchell je odchovancem AFC Wembley, odkud v roce 2012 zamířil do akademie Brentfordu. V květnu 2016 byla akademie z finančních důvodů uzavřena a Mitchell se přesunul do jiného londýnského celku, a to do Crystal Palace.
Před přerušením sezóny Premier League v březnu 2020 kvůli pandemii covidu-19 se několikrát objevil na lavičce Crystal Palace. V klubu debutoval 4. července 2020 jako náhradník za Patricka van Aanholta při porážce 3:0 s Leicesterem City. Poslední dva zápasy sezóny 2019/20 proti Wolves a Tottenhamu odehrál celé, když se objevil v základní sestavě.
Mitchell se v sezóně 2020/21 stal stabilním členem základní sestavy týmu Roye Hodgsona. Nastoupil v prvních šesti ligových zápasech, než byl kvůli problémům se stehnem na měsíc mimo hru. V dubnu 2021 podepsal Mitchell novou čtyřletou smlouvu poté, co o něj projevil zájem Arsenal. 16. května vstřelil svůj první gól a zaznamenal první asistenci při vítězství 3:2 nad Aston Villou.
V sezóně 2021/22 byl jedním z klíčových hráčů Crystal Palace, odehrál 36 z 38 ligových utkání a díky svým výkonům se dostal až do anglické reprezentace.
Dne 6. května 2023 odehrál Mitchell své 100. soutěžní utkání v dresu Crystal Palace, a to venkovní utkání s Tottenhamem Hotspur.

## Reprezentační kariéra
Mitchell se narodil v Anglii, je jamajského původu a projevil zájem reprezentovat jamajský národní tým. 21. března 2022 obdržel svou první pozvánku do anglické reprezentace poté, co z ní kvůli zranění odstoupili Trent Alexander-Arnold a Reece James.
Pod vedením manažera Garetha Southgatea debutoval 26. března 2022 v zápase se Švýcarskem (výhra 2:1), když v 61. minutě nahradil Luka Shawa.